# Navidezna lega Sonca
Navídezna léga Sónca na nebu je funkcija časa in geografskih koordinat opazovalca na zemeljskem površju. Ker Zemlja kroži okrog Sonca, se Sonce glede na nepremičnice med letom dnevno navidezno giblje po nebesni sferi vzdolž ravninske poti, ki se imenuje ekliptika. Zemljino vrtenje okrog svoje osi povzroča, da se nepremičnice gibajo po nebu na način, ki je odvisen od opazovalčeve zemljepisne širine. Čas v katerem dana nepremičnica prečka opazovalčev poldnevnik, je odvisen od zemljepisne dolžine. Za določitev navidezne lege Sonca danega opazovalca v danem času so potrebni trije koraki:
- izračun lege Sonca v ekliptičnem koordinatnem sistemu ({\displaystyle \lambda _{\odot },\beta _{\odot },R_{\odot }\!\,}),
- pretvorba v ekvatorski koordinatni sistem ({\displaystyle \alpha _{\odot },\delta _{\odot },R_{\odot }\!\,}) in
- pretvorba v horizontni koordinatni sistem za krajevni čas in lego opazovalca ({\displaystyle X_{\odot },Y_{\odot },Z_{\odot }\!\,}).

Ta izračun je uporaben v astronomiji, navigaciji, geodetskem merjenju, meteorologiji, klimatologiji, sončni energiji in pri načrtovanju sončnih ur.

## Približna lega

### Ekliptične koordinate
Enačbe, povzete iz letne publikacije Astronomical Almanac Pomorskega observatorija ZDA (USNO) za leto 2010, se lahko uporabijo za izračun navideznih koordinat Sonca, srednjega enakonočja in ekliptike za dani datum s točnostjo približno 0°,01 (36″) za obdobje med 1950 in 2050.
Začne se z računanjem {\displaystyle n\!\,}, številom dni (pozitivnim ali negativnim) od greenwiškega poldneva, zemeljskega časa (TT) 1. januarja 2000 (J2000,0). Če se za dani zahtevani čas pozna julijanski datum {\displaystyle \mathrm {JD} \!\,}, potem velja:
{\displaystyle n=\mathrm {JD} -2451545,0\!\,.}
Srednja dolžina Sonca s popravkom za aberacijo svetlobe je:
{\displaystyle L_{\odot }=280,460^{\circ }+0,9856474^{\circ }n\!\,.}
Srednja anomalija Sonca (dejansko Zemlje v njenem tiru okrog Sonca, vendar je ustrezno obravnavati navidezno kroženje Sonca okrog Zemlje) je:
{\displaystyle g_{\odot }=357,528^{\circ }+0,9856003^{\circ }n\!\,.}
{\displaystyle L_{\odot }\!\,} in {\displaystyle g_{\odot }\!\,} se vzameta v območju med 0° in 360° s seštevanjem ali odštevanjem mnogokratnikov 360° kakor je potrebno.
Na zadnje je ekliptična dolžina Sonca enaka:
{\displaystyle \lambda _{\odot }=L_{\odot }+1,915^{\circ }\sin g_{\odot }+0,020^{\circ }\sin 2g_{\odot }\!\,.}
Ekliptična širina Sonca je približno enaka:
{\displaystyle \beta _{\odot }=0\!\,,}
saj nikoli ni večja od 0,00033°,
razdalja Sonca od Zemlje v astronomskih enotah pa je enaka:
{\displaystyle R_{\odot }=1,00014-0,01671\cos g_{\odot }-0,00014\cos 2g_{\odot }\!\,.}

### Ekvatorske koordinate
{\displaystyle \lambda _{\odot }}, {\displaystyle \beta _{\odot }} in {\displaystyle R_{\odot }} tvorijo celo lego Sonca v ekliptičnem koordinatnem sistemu. Te koordinate se lahko pretvorijo v ekvatorski koordinatni sistem z izračunanjem nagnjenosti ekliptike {\displaystyle \epsilon \!\,} in naprej:
rektascenzija (RA),
{\displaystyle \alpha _{\odot }=\arctan(\cos \epsilon \tan \lambda _{\odot })\!\,}, kjer je {\displaystyle \alpha _{\odot }\!\,} v istem kvadrantu kot {\displaystyle \lambda _{\odot }\!\,}.
Za izračun RA v pravem kvadrantu z računalniškimi programi se vzame funkcija Arctan z dvema argumentoma, kot je na primer ATAN2(y,x):
{\displaystyle \alpha _{\odot }=\arctan 2(\cos \epsilon \sin \lambda _{\odot },\cos \lambda _{\odot })\!\,}
in deklinacija:
{\displaystyle \delta _{\odot }=\arcsin(\sin \epsilon \sin \lambda _{\odot })\!\,.}

### Horizontne koordinate
Za podrobne podatke o tej temi glej horizontni koordinatni sistem.

### Pravokotne ekvatorske koordinate
V desnosučnih pravokotnih ekvatorskih koordinatah (kjer je os {\displaystyle X_{\odot }\!\,} smer od pomladišča, os {\displaystyle Y_{\odot }\!\,} je 90° proti zahodu v ravnini nebesnega ekvatorja in os {\displaystyle Z_{\odot }\!\,} je usmerjena proti severnemu nebesnemu polu
) v astronomskih enotah:
{\displaystyle X_{\odot }=R_{\odot }\cos \lambda _{\odot }\!\,,}
{\displaystyle Y_{\odot }=R_{\odot }\cos \epsilon \sin \lambda _{\odot }\!\,,}
{\displaystyle Z_{\odot }=R_{\odot }\sin \epsilon \sin \lambda _{\odot }\!\,.}

### Nagnjenost ekliptike
Če nagnjenost ekliptike ni podana, se lahko določi približno kot:
{\displaystyle \epsilon =23,439^{\circ }-0,0000004^{\circ }n\!\,}
za uporabo v zgornjih enačbah.

## Deklinacija Sonca z Zemlje

### Pregled
Sonce se navidezno giblje proti severu med severno pomladjo. Njegova deklinacija doseže največjo vrednost, ki je enaka Zemljinemu nagibu vrtilne osi (23,439°) ob junijskem Sončevem obratu. Nato se zmanjšuje do decembrskega Sončevega obrata, ko je njena vrednost enaka nasprotni vrednosti (krat −1) nagibu vrtilne osi. Ta sprememba povzroča letne čase.
Graf Sončeve deklinacije med letom izgleda kot sinusna krivulja z amplitudo 23,439°, ena stran »sinusnega vala« je pri tem nekaj dni daljša od druge poleg drugih razlik.
Če se zamisli Zemljo kot sfero v krožnem tiru okrog Sonca pri čemer je nagib njene vrtilne osi nagnjen za 90°, tako da je sama os v ravnini tira (podobno kot pri Uranu), bo Sonce nekega dne v letu navpično nad glavo v severnem polu, njegova deklinacija pa bo enaka +90°. V naslednjih mesecih se bo podsolarna točka premaknila proti južnemu polu s konstantno hitrostjo in prečkala širinske črte v konstantnem razmerju, tako da se bo Sončeva deklinacija manjšala linearno s časom. Na koncu bo Sonce nad južnim polom z deklinacijo −90°. Nato se bo začelo gibati proti severu s konstantno hitrostjo. Zaradi tega graf Sončeve deklinacije videne z zelo nagnjene Zemlje ne bo enak sinusni krivulji – bolj bo podoben žaginemu robu in se bo cikcakasto spreminjal med plus in minus 90° z linearnimi segmenti med maksimumi in minimumi.
Če se sedaj nagib Zemljine vrtilne osi manjša, se bodo največje in najmanjše vrednosti deklinacije zmanjševale do vrednosti nagiba vrtilne osi. Poleg tega bodo oblike maksimumov in minimumov na grafu postale manj ostre (»točkovne«) in bodo zakrivljene tako da bodo spominjale na maksimume in minimume sinusne krivulje. Ko je nagib vrtine osi enak stvarnemu Zemljinemu, maksimumi in minimumi ostanejo bolj ostri od tistih pri sinusni krivulji.
Pravi Zemljin tir je eliptičen. Zemlja se giblje hitreje okrog Sonca blizu prisončja zgodaj januarja kot blizu odsončja zgodaj julija. Tako se Sončeva deklinacija januarja hitreje spreminja kot julija. Na grafu so zaradi tega minimumi ostrejši od maksimumov. Nivoja spremembe pred in potem nista povsem enaka.
Graf navidezne Sončeve deklinacije je tako na več načinov različen od sinusne krivulje. Točen izračun zahteva nekaj podrobnosti, kakor je pokazano spodaj.

### Računi
Sončeva deklinacija {\displaystyle \delta _{\odot }\!\,} je kot med sončnimi žarki in ravnino Zemljinega ekvatorja. Nagib Zemljine vrtilne osi (imenovan nagnjenost ekliptike v astronomiji) je kot med Zemljino vrtilno osjo in pravokotnico na Zemljin tir. Nagib Zemljine vrtilne osi se počasi spreminja v času več tisoč let, njegova trenutna vrednost pa je približno enaka ε = 23°26,3' in je skoraj konstantna, tako da je sprememba Sončeve deklinacije v enem letu enaka njeni spremembi v naslednjem letu.
Ob Sončevem obratu ima kot med sončnimi žarki in ravnino Zemljinega ekvatorja največjo vrednost 23°26,3'. Zaradi tega je {\displaystyle \delta _{\odot }=+23^{\circ }26,3'\!\,} ob severnem poletnem Sončevem obratu in {\displaystyle \delta _{\odot }=-23^{\circ }26,3'\!\,} ob južnem zimskem Sončevem obratu.
Ob vsakem enakonočju središče Sonca navidezno prečka nebesni ekvator in njegova deklinacija je enaka {\displaystyle \delta _{\odot }=0^{\circ }\!\,}.
Sončeva deklinacija v danem trenutku se izračuna kot:
{\displaystyle \delta _{\odot }=\arcsin \left[\sin \left(-23,439^{\circ }\right)\cdot \sin \left(\mathrm {EL} \right)\right]\!\,,}
kjer je EL ekliptična dolžina (dejansko Zemljina lega v njenem tiru). Ker je Zemljina izsrednost tira majhna, se lahko njen tir aproksimira kot krožnica, kar da napako do 1°. Aproksimacija s krožnico pomeni, da bo EL enaka 90° pred Sončevima obratoma v Zemljinem tiru (ob enakonočjih), in sin(EL) se lahko zapiše kot sin(90+NDS) = cos(NDS), kjer je NDS število dni po decemberskem Sončevem obratu. Če se vzame približek kjer je arcsin[sin(d)·cos(NDS)] približno enako d·cos(NDS), se dobi naslednja velikokrat rabljena formula:
{\displaystyle \delta _{\odot }=-23,439^{\circ }\cdot \cos \left[{\frac {360^{\circ }}{365}}\cdot \left(N+10\right)\right]\!\,,}
kjer je {\displaystyle N\!\,} dan v letu, pri čemer se leto začne, ko je {\displaystyle N=0\!\,} ob polnoči univerzalnega časa (UT), ko se začne 1. januar (to je dnevi v delu navadnega datuma −1). Število 10 v {\displaystyle (N+10)\!\,} je približno število dni po decemberskem Sončevem obratu do 1. januarja. Ta enačba preceni deklinacijo blizu septembrskega enakonočja do +1,5°. Približek sinusne krivulje s samo sabo da napako do 0,26° in se ne priporoča pri uporabah v sončni energiji. Tudi Spencerjeva formula iz leta 1971 (na podlagi Fourierovih vrst) se ne priporoča, ker ima napako do 0,28°. Dodatna napaka do 0,5° se lahko pojavi v vseh enačbah okoli enakonočij, če se ne rabi decimalno mesto ob izbiri {\displaystyle N\!\,} za prilagoditev časa po polnoči UT za začetek tega dne. Tako ima lahko zgornja enačba napako do 2,0°, kar je enako približno štirikratni kotni širini Sonca in je odvisno kako se rabi.
Deklinacija se lahko točneje izračuna brez obeh približkov s pomočjo parametrov Zemljinega tira za točnejši približek EL:
{\displaystyle \delta _{\odot }=\arcsin \left[\sin \left(-23,439^{\circ }\right)\cdot \cos \left({\frac {360^{\circ }}{365,24}}\left(N+10\right)+{\frac {360^{\circ }}{\pi }}\cdot 0,0167\sin \left({\frac {360^{\circ }}{365,24}}\left(N-2\right)\right)\right)\right]\!\,,}
kar se lahko poenostavi z izračunom konstant v:
{\displaystyle \delta _{\odot }=-\arcsin \left[0,39779\cos \left(0,98565^{\circ }\left(N+10\right)+1,914^{\circ }\sin \left(0,98565^{\circ }\left(N-2\right)\right)\right)\right]\!\,.}
Tu je {\displaystyle N\!\,} število dni od polnoči UT, ko se začne 1. januar (toje dnevi v delu navadnega datuma −1) in lahko vsebuje decimalke za prilagoditev na krajevne čase kasneje ali zgodneje v dnevu. Število 2 v {\displaystyle (N-2)\!\,} je približno število dni po 1. januarju do Zemljinega prisončja. Število 0,0167 je trenutna vrednost izsrednosti Zemljinega tira. Izsrednost tira se s časom zelo počasi spreminja, vendar so jo za datume dovolj blizu sedanjosti lahko obravnava kot konstanto. Največje napake v tej enačbi so manjše od ± 0,2°, vendar so manjše od ± 0,03° za dano leto, če se število 10 prilagodi navzgor ali navzdol z majhni deli dnevov, kakor je določeno kdaj se je zgodil decembrski Sončev obrat v prejšnjem letu pred ali po poldnevu 22. decembra. Te pojavitve se primerjajo z naprednimi izračuni NOAA, ki temeljijo na algoritmu Jeana Meeusa iz leta 1999, in ta je točen do 0,01°.
(Zgornja formula je povezana v smiselno preprostem in točne izračunu časovne enačbe.)
Bolj zapleteni algoritmi popravljajo spremembe v ekliptični dolžini s pomočjo členov v dodatku popravka prvega reda izsrednosti tira zgoraj. Popravljajo tudi nagnjenost ekliptike 23,439°, ki se zelo počasi spreminja s časom. Popravki lahko vključujejo tudi Lunine vplive pri izravnavanju Zemljine lege od središča tirov para okrog Sonca. Po določitvi deklinacije relativno glede na središče Zemlje se uporabi dodatni popravek za paralakso, ki je odvisen od razdalje opazovalca od središča Zemlje. Ta popravek je manjši od 0,0025°. Napaka pri računanju lege središča Sonca je lahko manjša od 0,00015°. Širina Sonca je za primerjavo enaka približno 0,5°.

### Lom v ozračju
Izračuni deklinacije opisani zgoraj ne vključujejo vplivov loma svetlove v ozračju, ki povzroča, da je navidezni višinski kot Sonca, kot ga vidi opazovalec, večji od dejanskega višinskega kota, še posebej pri nizki višinah Sonca.  Ko je Sonce na primer na višini 10°, bo navidezno viden na višini 10,1°. Lahko se uporabi njegova deklinacija skupaj z rektascenzijo za izračun njegovega azimuta in tudi njegove prave višine, ki se lahko potem popravi za lom, da da njegovo pravo navidezno lego.

## Časovna enačba
Poleg letnega severno-južnega nihanja Sončeve navidezne lege, ki odgovarja spremembi njegove deklinacije, opisani zgoraj, obstaja tudi manjše vendar zapletenejše nihanje v smeri vzhod-zahod. Tega povzroča nagib Zemljine vrtilne osi in tudi spremembe v hitrosti njenega tirnega gibanja okrog Sonca zaradi eliptične oblike tira. Glavni vplivi tega vzhodno-zahodnega nihanja so spremembe v časih dogodkov, kot sta vzhod in zahod Sonca, ter zapis sončne ure v primerjavi z uro, ki kaže krajevni srednji čas. Kakor kaže graf je lahko sončna ura do približno 16 minut hitrejša ali počasnejša glede na uro. Ker se Zemlja vrti s srednjo hitrostjo ene stopinje vsake štiri minute, relativno glede na Sonce ta 16-minutni zamik odgovarja odmiku vzhodno ali zahodno za približno štiri stopinje navidezne lege Sonca v primerjavi z njegovo srednjo lego. Zahodni odmik povzroča, da sončna ura prehiteva uro.
Ker glavni vpliv tega nihanja zadeva čas, se imenuje časovna enačba, kjer beseda »enačba« v nekoliko arhaičnem smislu pomeni »popravek«. Nihanje se meri v časovnih enotah, minutah in sekundah, kar odgovarja vrednosti za katero bi sončna ura prehitevala uro. Časovna enačba je lahko pozitivna ali negativna.

## Analema
Analema je diagram, ki kaže letno spremembo navidezne lege Sonca na nabesni sferi relativno glede na njegovo srednjo lego in kakor je vidna z določenega kraja na Zemlji. Beseda »analema« se včasih, vendar redko, rabi v drugem kontekstu. Lahko se jo obravnava kotsliko navideznega gibanja Sonca skozi vse leto. Lahko se fotografira s skupno postavitvijo slik posnetih ob istem času v nekaj dnevih narazenskozi vse leto. Analema lahko predstavlja tudi graf Sončeve deklinacije po navadi izrisano navpično proti časovni enačbi, izrisani vodoravno. Po navadi se izbereta takšni merili, da enake razdalje na diagramu predstavljajo enake kote v obeh smereh na nebesni sferi. Tako štiri minute časa v časovni enačbi predstavljajo enako razdaljo kot ena stopinja v deklinaciji, ker se Zemlja vrti s srednjo hitrostjo ene stopinje vsake štiri minute relativno glede na Sonce.
Analema se izriše kot da bi jo videl opazovalec na nebu, če bi gledal navzgor. Če je sever prikazan na vrhu, je zahod na desni. To se običajno naredi, četudi je analema označena na globusu, na katerem so celine in druge značilnosti prikazane z zahodom na levi strani.
Nekatere analeme so označene da kažejo lego Sonca na grafu v različnih datumih v razmiku nekaj dni skozi vse leto. To omogoča, da se analema rabi pri preprostih analognih preračunih količin, kot so časi in azimuti vzhoda in zahoda Sonca. Analeme brez označb datumov se rabijo kot okraski na primer pri sončnih urah. Imajo le malo praktično uporabnost.